# Парень из нашего города (фильм, 1942)
«Па́рень из на́шего го́рода» — советский художественный чёрно-белый фильм 1942 года выпуска, снятый по мотивам одноимённой пьесы Константина Симонова.

## Сюжет
Саратовский парень Сергей Луконин (Николай Крючков) летом 1932 года уезжает из областного города в далёкий Омск, в танковую школу. В Саратове остаётся его невеста, Варенька, вскоре ставшая актрисой. В 1936 году Сергей отправляется на войну в Испанию, где попадает в плен к немцам и выдаёт себя за француза, однако немцы, опознав его по акценту, пытаются заставить признаться, что он русский. Тем не менее обстоятельства складываются так, что Сергей смог сбежать. И вновь — бои, в которых он старается раскрыть возможности советских танков.
В 1941 году начинается Великая Отечественная война, и он, как и миллионы советских людей, оказывается на фронте, там он встречается со старым знакомым — тем немцем, что допрашивал его в Испании.
По мотивам одноимённой пьесы Константина Симонова.

### Песни
- «Броня крепка, и танки наши быстры…» Музыка: братья Покрасс. Слова: Б. Ласкин.
- «Жди меня». Музыка:  Н. Крюков. Слова:  К. Симонов. Поёт: Вера Красовицкая.
- «Романс Вари» («Меркнут звёзды, свеча догорает…») Музыка: Н. Крюков. Слова: H. Кончаловская.

## В ролях
- Николай Крючков — Сергей Луконин
- Николай Боголюбов — Аркадий Андреевич Бурмин
- Лидия Смирнова — Варя Луконина-Бурмина, сестра Аркадия Бурмина, жена Сергея Луконина
- Владимир Канделаки — Вано Гулиашвили
- Николай Мордвинов — Алексей Петрович Васнецов, начальник Омской танковой школы
- Нина Зорская — Женя
- В. Степанов — Севостьянов
- Валерий Медведев — Петька «Волжанин»
- Александр Румнев — переводчик
- Пётр Любешкин — Сафонов
- Анатолий Алексеев — Володя
- Николай Хрящиков — связист (нет в титрах)
- Георгий Георгиу — врач-ординатор (нет в титрах)
- Григорий Шпигель — немецкий офицер (нет в титрах)
- Татьяна Гурецкая — медсестра в госпитале (нет в титрах)

## Съёмочная группа
- Авторы сценария:
  - Константин Симонов
  - Александр Столпер
- Режиссёры:
  - Борис Иванов
  - Александр Столпер
  - Александр Птушко
- Операторы-постановщики:
  - Уралов, Сергей Яковлевич
  - Рубашкин, Самуил Яковлевич
- Художники-постановщики:
  - Вайсфельд, Арнольд Михайлович
  - Шпинель, Иосиф Аронович
- Композитор: Крюков, Николай Николаевич
- Песни на стихи:
  - Константин Симонов
  - Наталья Кончаловская
- Звукорежиссёр: С. Ключевский
- Ассистент режиссёра Давлетбеков, Хаким Давлетбекович